# Kehilla
La Kehillà (in ebraico קהילה‎?, kəhillah, plurale kəhillót, "comunità") è una comunità ebraica locale o nazionale.
Nell'antica società israelitica, il termine si riferiva ad una struttura teocratica organizzativa, il Qahal (קהל), e ad un'autorità semi-governativa nelle comunità ebraiche europee del Medioevo.
La Kehilla moderna si riferisce ora ad una struttura comunitaria locale (sia secolare che religiosa) eletta dai suoi membri e sviluppatasi inizialmente nell'Europa centrale e Europa orientale, in particolare nel periodo tra le due guerre mondiali (1918–1939).
A differenza della antica qahal/kehilla, soppressa dallo Zar Nicola I nel 1844, il moderno Consiglio Kehilla era normalmente eletto come un consiglio comunale, con liste di candidati presentate dai vari partiti ebraici. Inizialmente, l'idea era di costituire un Consiglio ebraico nazionale per ogni stato europeo, con rappresentanti dei vari consigli kehilla, e tale progetto venne anche presentato alla conferenza di pace di Parigi (1919). Attualmente, il termine kehilla viene però usato ad indicare una comunità (più che altro religiosa) costituitasi regionalmente o nazionalmente in una data area civica.